# Erik Eriksen
Erik Eriksen (Ringe, 20 novembre 1902 – Esbjerg, 7 ottobre 1972) è stato un politico danese, Primo ministro della Danimarca dal 30 settembre 1950 al 20 settembre 1953.
Leader del partito Venstre dal 1950 al 1965, Eriksen forma nel 1950 un governo di minoranza assieme al Partito Popolare Conservatore.
Uno dei principali risultati del suo esecutivo fu il completamento della revisione della Costituzione, approvata da un referendum nel 1953.